# 咸白站
咸白站（：／ Hambaek yeok */?）是咸白線沿線的一座鐵路車站，位于韓國江原道旌善郡新東邑，目前作為线路所使用。

## 历史
- 1957年3月10日 - 落成使用[1]。

## 相鄰車站
韓國鐵道公社
咸白線
禮美－咸白－鸟洞信号场